# C5H12N2O4
化学式C5H12N2O4（摩尔质量：164.16 g/mol）可以指：
- 衣康酸铵，PubChem CID：17885752
- 谷氨酸一铵，15673-81-1

|  | 这个同类索引页列出了具有相同分子式的化学物（即同分異構體）条目。 除非您是有意链接至本页，否则应将相应条目的内部链接指向正确的条目。 |